# دهستان پیتلا
دهستان پیتلا (به لاتین: Pihtla Parish) یک دهستان در استونی است که در شهرستان ساره واقع شده‌است.

## خصوصیات
دهستان پیتلا ۲۲۸٫۱۱ کیلومترمربع مساحت و ۱٬۴۰۰ نفر جمعیت دارد.